# 拜降
拜降（1251年—1311年），元朝大臣。钦察人，忽都之子。原居北庭，徙居大名清丰，号德斋。
初任偏裨从阿术征南宋，围攻襄阳、江陵，有战功。灭宋后，因为通蒙古语，在扬州为平章事阿塔海属下的奏差官，被忽必烈赏识。至元二十二年（1285年），担任金坛尹，转任江浙行省理问官、江西行尚书省都镇抚。至元二十七年（1290年）与丞相忙兀台镇压徭，獠等少数民族的反抗。至元二十九年（1292年）迁庆元路治中，当年大饥，亲自到行省力请，得发粟四万石，百姓得以全活。大德元年（1297年）为浙东廉访副使，能不畏权贵，令行禁止，使豪强慑伏。太傅哈剌哈孙推荐为工部侍郎，上奏数百款江南弊政，被元成宗采纳。大德十一年（1307年）升工部尚书，有能声。至大二年（1309年），官至资国院使。至大三年（1311年）奉使江南，在途中病故，卒年六十一岁。一说延祐二年（1315年）病卒。追赠为资政大夫、江浙行省左丞，封顺阳县侯，谥贞惠。

## 延伸阅读
[在维基数据编辑]
 《元史·卷131》，出自宋濂《元史》